# Julián de Zulueta
Pour les articles homonymes, voir Zulueta.
Julián de Zulueta y Amondo (1814 - 1878) est un négoçiant d'esclaves et un homme politique espagnol. Grâce à ses liens avec la régente Marie-Christine de Bourbon, avec laquelle il entretenait des trafics clandestins, il obtient le titre de Ier marquis d'Álava (es) et celui de Ier vicomte de Casablanca. Il était l'un des hommes les plus riches de Cuba, alors colonie espagnole.

## Biographie
Né à Anuntzeta le 9 janvier 1814, Julián de Zulueta est le fils de Domingo Timoteo de Zulueta Salcedo et de Manuela Estefanía de Amondo Barañano. Issue d'une famille d'agriculteurs, il émigre à La Havane en 1832, à la demande de son oncle Tiburcio de Zulueta y Salcedo, qui lui inculque les fondements du négoce.
En quelques années, il devient l'un des plus importants producteur de sucre et négociant d'esclaves. 
Politiquement, il obtient une grande influence à Cuba, conseiller du gouverneur colonial, consul au tribunal royale de Commerce et président de la commission centrale de Colonisation. Il est aussi maire de la Havane de 1864 à 1876, puis colonel d'un régiment de volontaires. Sénateur à vie, il est fait Grand Croix de l'ordre d'Isabelle la Catholique.
Il meurt finalement à La Havane le 4 mai 1878, d'une chute à cheval. La rue où se trouve l'ambassade d'Espagne à Cuba porte son nom.

## Famille
Il se marie à trois reprises, successivement avec Francisca Dolores Samá, Juliana Ruiz de Gámiz y Zulueta et avec Juana María Ruiz de Gámiz y Zulueta. Il a onze enfants. Il marie une de ses filles avec l'homme d'état Francisco Romero Robledo. 
Son fils, Ernesto de Zulueta (es), fut plusieurs fois député et le cinéaste Iván Zulueta est son descendant. 

## Source
- (es) Cet article est partiellement ou en totalité issu de l’article de Wikipédia en espagnol intitulé « Julián de Zulueta y Amondo » (voir la liste des auteurs).